# Claudius
Tiberius Claudius Caesar Augustus Germanicus (před nástupem na trůn Tiberius Claudius Nero Germanicus; 1. srpna 10 př. n. l. Lugdunum – 13. října 54 Řím), známý spíše jako Claudius, byl římský císař z julsko-klaudijské dynastie, vládnoucí od roku 41 až do své smrti. Narodil se jako syn Nerona Claudia Drusa a jeho manželky Antonie mladší ve městě Lugdunum, a stal se tak prvním římským císařem přišedším na svět mimo Itálii.
V důsledku onemocnění prodělaného v dětském věku trpěl různými fyzickými vadami, vylučujícími ho podle mínění jeho rodiny z účasti na veřejném životě. Po dlouhou dobu se v soukromí oddával studiu dějin a teprve za vlády svého synovce Caliguly zastával v roce 37 úřad konzula. Tiberius a Caligula ho pro jeho domnělou duševní omezenost nepokládali za hrozbu, což ho ušetřilo osudu mnoha jeho příbuzných a jiných předních Římanů, které nechali usmrtit nebo poslat do vyhnanství. Když Caligula padl roku 41 za oběť spiknutí, senát se radil o obnovení republiky. Pretoriánská garda mezitím prohlásila za císaře Claudia, posledního přeživšího dospělého mužského příslušníka vládnoucího rodu.
I přes nedostatek politických zkušeností se ukázal jako schopný administrátor a ambiciózní stavitel a projevoval mimořádný zájem o soudnictví. V roce 43 zahájil dobývání Británie, čímž došlo k prvnímu výraznějšímu rozšíření římského impéria od dob Augusta. Při řízení říše se spoléhal na císařské propuštěnce, jimž svěřil výkon vznikající centralizované správy. Se senátem udržoval napjaté a komplikované vztahy, způsobené několika komploty a tvrdými postihy některých jedinců. Desítky popravených senátorů a stovky jezdců nevypovídají ani tak o Claudiově krutosti, jako spíše o slabosti jeho postavení. Během svého panování se do jisté míry ocitl ve vleku mocných propuštěnců a intrikujících manželek: nejprve Messaliny, pokoušející se ho v roce 48 připravit o trůn, a po jejím pádu Agrippiny mladší. Přestože měl Claudius vlastní potomky, po jeho smrti roku 54 se ujal vlády Agrippinin syn Nero, jehož adoptoval.
Antičtí historikové vykreslují Claudia jako úsměvnou postavu podléhající nadměrnému vlivu svého okolí. V jejich nepříznivém postoji se odráží nepřátelství vyšších vrstev římské společnosti vůči tomuto císaři, jemuž se od nich nedostávalo patřičné podpory. Jednostranné hodnocení senátorské historiografie částečně zpochybňují dochované dokumenty svědčící o Claudiově energičnosti, s níž se věnoval státním záležitostem.

## Život

### Před získáním moci
Tiberius Claudius Drusus, jak znělo Claudiovo rodné jméno, se narodil 1. srpna 10 př. n. l. ve městě Lugdunum (dnešní Lyon). Jeho rodiče byli vojevůdce Nero Claudius Drusus, Augustův nevlastní syn, a Antonie mladší. Claudius měl dva starší sourozence: bratra Germanika a sestru Livillu. Antonie mladší porodila ještě další dvě děti, ty ale brzy zemřely. Ze strany své matky byl vnukem triumvira Marka Antonia a Augustovy sestry Octavie mladší. Jeho otec Drusus vzešel ze svazku senátora Tiberia Claudia Nerona a Livie Drusilly, pozdější manželky Augusta. Nedlouho po Claudiově narození Drusus podlehl následkům zranění utrpěného při tažení v Germánii. Claudiova matka Antonie, jež se nikdy znovu neprovdala, si záhy povšimla zjevné neduživosti svého syna. Podle Suetonia ho nazývala „lidskou zrůdou“ a tvrdila, že „od přírody nebyl dodělán, nýbrž jenom započat“. Antonie zřejmě chlapce předala do výchovy jeho babičce Livii Drusille. Ta s ním jednala podobně nevlídně jako Antonie, zřídkakdy s ním hovořila a napomínala ho strohými dopisy. Protože se věřilo, že jeho nevalný stav je způsoben leností a nedostatkem pevné vůle, ustavili jeho dohlížitelem někdejšího dozorce stájí, aby ho ukáznil. Když měl v roce 5 nebo 6 obléci mužskou tógu, v tajnosti a bez jakýchkoli slavností ho dopravili na Kapitol. Při gladiátorských zápasech uspořádaných k upomínce na jeho otce se Claudius objevil zahalený v plášti s kápí.

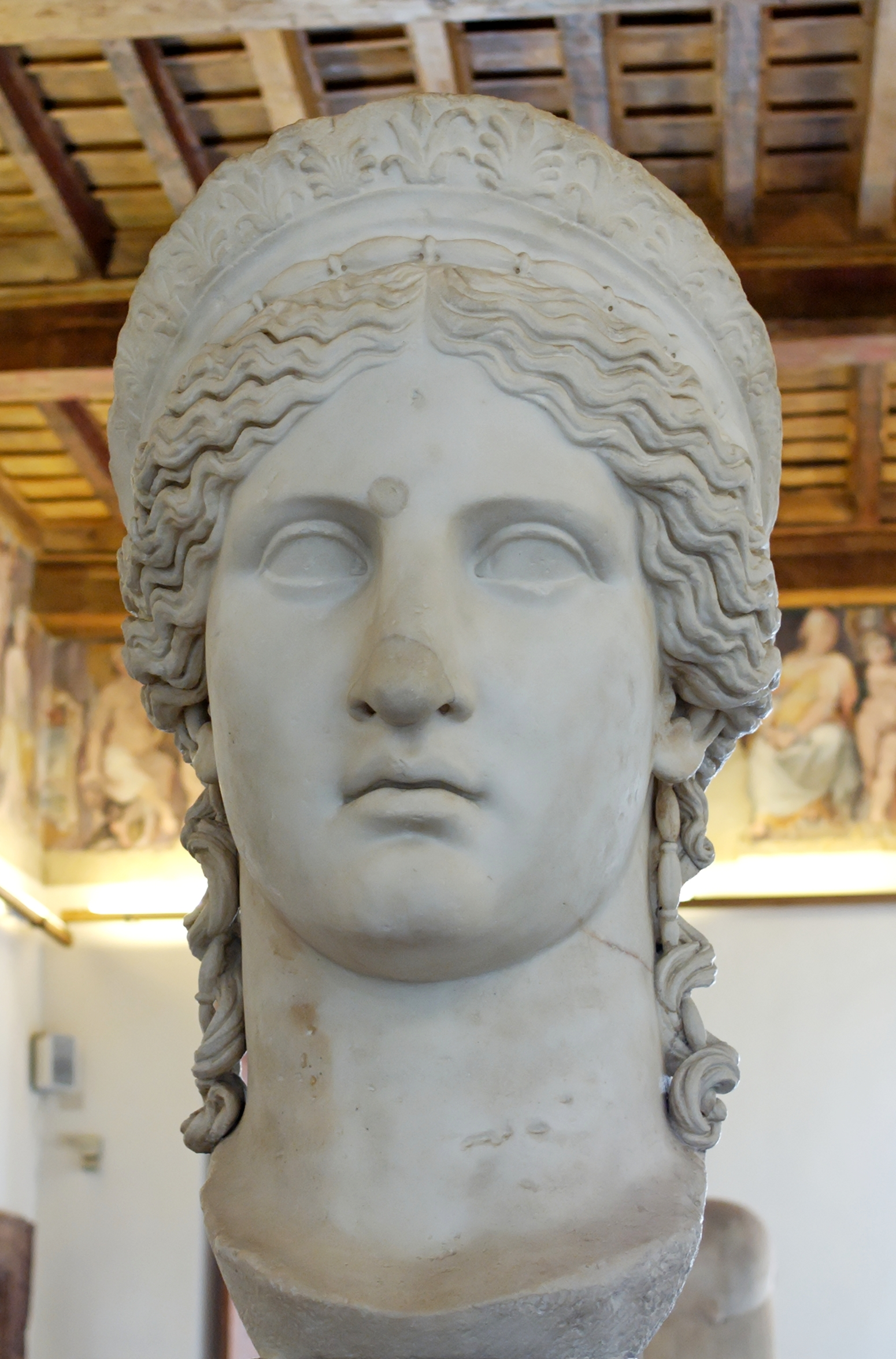
Claudiova matka Antonie mladší

Během Claudiova dospívání příznaky jeho churavosti poněkud zeslábly. V témže období života začal vykazovat zálibu ve vědních oborech. Augustus v jednom dopise Livii vyjádřil údiv nad překvapivě dobrou úrovní Claudiovy rétoriky. Přesto odmítl jakékoli úvahy o jeho politické kariéře, jelikož nehodlal kvůli jeho nemohoucnosti vystavovat v posměch celou císařskou rodinu. Na oblouku v Pavii, vztyčeném na počest dynastie někdy v letech 7 až 8, se Claudiovo jméno, znějící Tiberius Claudius Nero Germanicus po adopci Germanika strýcem Tiberiem, nacházelo na samém okraji. Claudius projevoval intenzivní zájem o historii, v níž ho vzdělávali Titus Livius a Sulpicius Flavus. Mnoho času trávil ve společnosti Flava a filozofa Athenodóra Kananita. Podporován svými přáteli věnoval se literární tvorbě a kromě jiného sepsal nedochované římské dějiny počínající smrtí Julia Caesara. Na naléhání Livie a Antonie ovšem upustil od zpracování ožehavé látky druhého triumvirátu a občanských válek.
Claudius se celkem čtyřikrát oženil a už v mladém věku ho dvakrát zasnoubili: nejprve s Aemilií Lepidou, již musel zapudit poté, co její matka Julie mladší upadla v roce 8 v nemilost, posléze s dcerou Tiberiova chráněnce Livií Medullinou. Ta náhle zemřela v den konání svatby. První manželství uzavřel roku 9 s Plautií Urgulanillou, vnučkou důvěrnice Livie Drusilly. Urgulanilla Claudiovi porodila syna jménem Claudius Drusus.
Události následující po Augustově smrti v roce 14 podtrhly Claudiovu naprostou bezvýznamnost. Zesnulý princeps ho v závěti zařadil mezi dědice třetího stupně, bezmála jako cizí osobu. Claudius požádal strýce Tiberia, nastoupivšího tehdy na trůn, o svolení podílet se na veřejném životě. Tiberius vyhověl synovcově prosbě udělením konzulských odznaků (ornamenta consularia). Claudius nespokojený s prázdnou poctou se opětovně domáhal úřadu, nicméně narazil na Tiberiovu podrážděnou reakci. Císařovo zamítavé stanovisko Claudia připravilo o veškerou naději na veřejné funkce. Odebral se proto do ústraní a větší část Tiberiova panování strávil na svých usedlostech nedaleko Říma a v Kampánii. Claudiovi se i přes odtažitost císařské rodiny dostávalo jisté úcty, neboť jezdci si ho opakovaně volili za svého zástupce. Senátoři rozhodli o obnovení jeho domu, shořelého při požáru, a dokonce ho připustili k účasti na debatě senátu. Tiberius se ale postavil proti těmto usnesením.
V roce 19 otřásla Claudiem smrt bratra Germanika. Někteří z Germanikových stoupenců a klientů v něm poté spatřovali svého patrona. Když zemřel také Tiberiův syn Drusus mladší, senátní frakce zmínily Claudia jako možného dědice, což nasvědčuje tomu, že Claudius i při svém vyloučení z veřejného života mohl chovat určité politické ambice. O příbuzenství s ním se ucházel i mocný pretoriánský prefekt Lucius Aelius Seianus, jehož dceru zasnoubili s mladým Claudiem Drusem. Chlapec však krátce nato zemřel na zadušení. Kolem roku 24 se Claudius rozvedl s Urgulanillou z důvodu cizoložství a podezření, že osnovala vraždu své švagrové. Nedlouho po rozvodu přivedla Urgulanilla na svět dceru Claudii, již odvrhl, protože otcem dítěte byl jeho propuštěnec. Pravděpodobně v roce 28 uzavřel sňatek se Seianovou příbuznou Aelií Paetinou, která mu porodila dceru Claudii Antonii. O tři roky později Paetinu zapudil v souvislosti se Seianovým pádem.
Claudiovo postavení se poněkud zlepšilo na počátku vlády jeho synovce Caliguly. Ten si v roce 37 zvolil strýce za kolegu v konzulátu, čímž chtěl oživit vzpomínku na svého otce Germanika. Claudius získal vytoužený úřad a těšil se oblibě lidu, jenž ho zdravil jako císařova strýce a Germanikova bratra. Jakmile se Caligula pevně ujal moci, Claudius se stal objektem jeho zlomyslných vtipů a několikrát se ocitl v nebezpečí života. Největšímu ohrožení měl čelit v roce 39, kdy jako člen senátní delegace blahopřál císaři k potlačení Gaetulikova spiknutí, načež ho jeho rozběsněný synovec měl vhodit do řeky. Caligula ho mimoto přiměl, aby zaplatil nesmírně vysokou sumu za vstup do kněžského sboru, takže Claudius musel nejenom prodat veškerý majetek, nýbrž se ještě zadlužil a upadl do veliké nouze. Nejspíše roku 38 nebo 39 se oženil s výrazně mladší Valerií Messalinou. V dalších dvou letech se Claudiovi a Messalině narodily dvě děti: dcera Claudia Octavia a syn Tiberius Claudius Germanicus, známější jako Britannicus.

### Vláda

#### Nástup na trůn

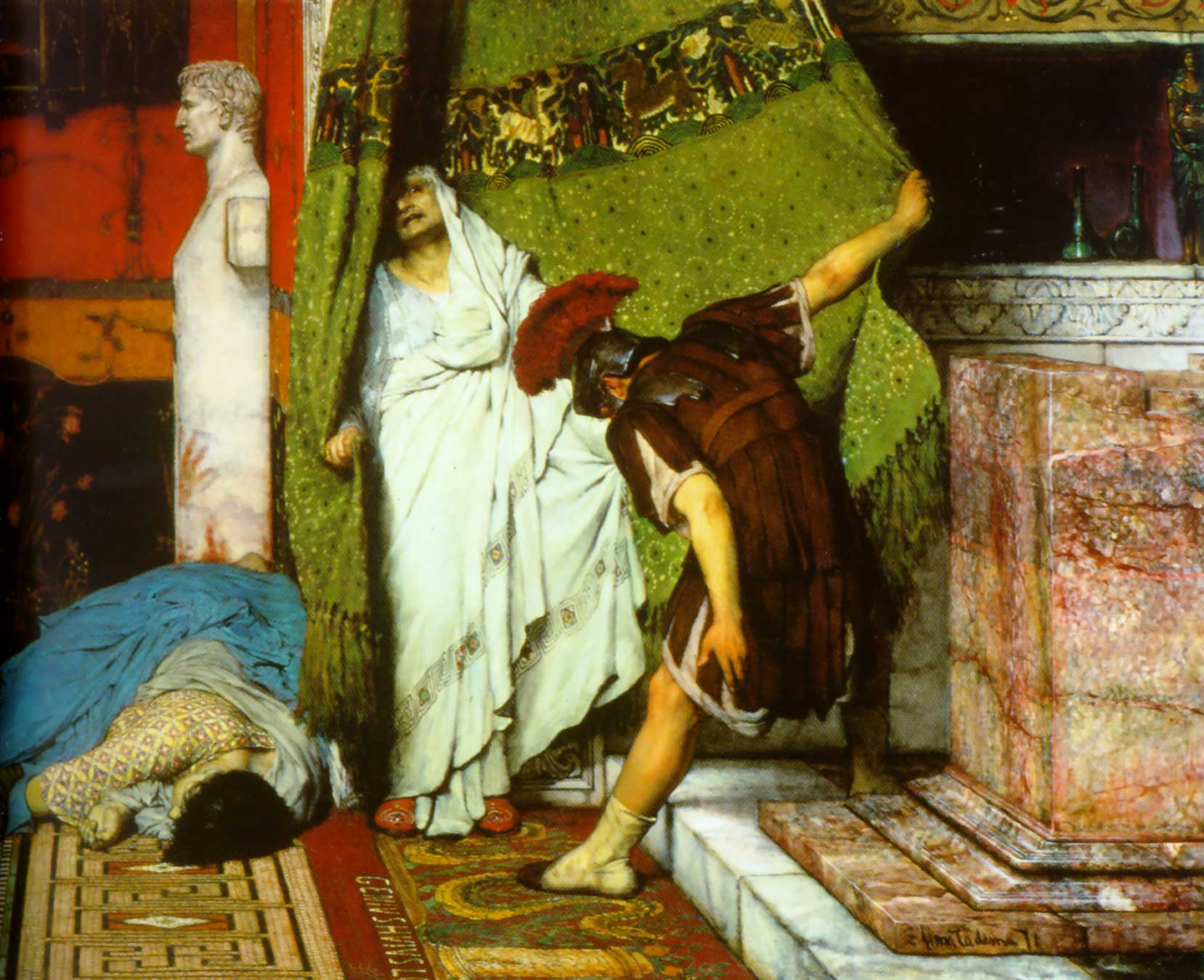
Gardista zdraví Claudia jako císaře, detail obrazu od Lawrence Alma-Tademy

24. ledna 41 Caligula podlehl rozsáhlému komplotu, do něhož byli zapojeni někteří pretoriáni, včetně tribuna Cassia Chaerey a jednoho z prefektů, a celá řada senátorů, jezdců a členů císařského dvora. Ohledně Claudiova možného zapletení do konspirace neexistují žádné důkazy, třebaže o ní mohl mít informace. Po Caligulově zavraždění spiklenci uchystali stejný osud i jeho manželce Caesonii a malé dcerce, což nasvědčuje jejich úmyslu pobít všechny příslušníky císařské dynastie. Vystrašený Claudius v nastalém zmatku uprchl do paláce a ukryl se na jedné z teras mezi závěsy. Tam ho objevil jeden z pretoriánů, jenž ho poznal a pozdravil jako císaře. Podle Suetonia se Claudius měl vrhnout k vojákovým nohám a prosit o život. Pretoriáni nato Claudia, k němuž chovali náklonnost jako k bratrovi milovaného Germanika, posadili do nosítek a donesli do kasáren. Zde pod jejich ochranou strávil nadcházející noc.
Senát se po atentátu radil na Kapitolu. Někteří senátoři, zastírající vlastní ambice chopit se moci, navrhovali obnovení republiky a popravení zbývajících členů císařského rodu. Jiní upřednostňovali zachování principátu, nemohli se ale shodnout na vhodném kandidátovi trůnu. Padla jména Marka Vinicia, manžela Caligulovy sestry Julie Livilly, Lucia Annia Viniciana nebo Decima Valeria Asiatika, z nichž žádný nezískal dostatečnou podporu. Senátoři se následně dozvěděli překvapivou zprávu, že se Claudius nachází v bezpečí pretoriánského tábora. Vyslali tedy tribuny, aby ho přesvědčili dostavit se do radnice. Claudius, vědom si možného rizika, odpověděl, že ho násilím dopravili do kasáren a nemůže přihlížet jednání senátu. Pretoriáni shromáždění ve zbraních ho poté provolali císařem. Druhý den ráno se senát, opuštěný mezitím městskými kohortami, sešel jen v nepatrném počtu a odhlasoval usnesení, jimiž stvrdil Claudiovu vládu.
Legie, rozmístěné na hranicích, nemohly vzhledem k ročnímu období zasáhnout do rozhodování o Caligulově nástupci, třebaže Servius Sulpicius Galba na horním Rýně byl vybízen, aby převzal moc. Claudius, naprosto postrádající politické a vojenské zkušenosti, se tak jako první stal principem nikoli z vůle senátu, nýbrž pretoriánské gardy. Protože každému příslušníkovi gardy přislíbil donativum ve výši 15 000 sesterciů, byl rovněž prvním císařem, který si zajistil loajalitu vojska tím, že ho uplatil. Svoji vděčnost pretoriánům dal zřetelně najevo vyražením mincí, na nichž vyzdvihl roli, již sehráli při jeho povýšení. Taktéž počátek své vlády počítal od 24. ledna, kdy ho garda provolala za císaře.
V zájmu upevnění svého postavení a zmírnění napětí Claudius amnestoval veškeré skutky a výroky učiněné v kritických okamžicích během a po Caligulově zavraždění. Smrtí potrestal pouze několik přímých účastníků atentátu. Souhlasil s odstraněním Caligulových soch, ačkoli nedovolil uvalit na něho damnatio memoriae. Zrušil také jeho nařízení, včetně jím uvalených tíživých daní, a povolil návrat všem osobám poslaným do vyhnanství, čímž chtěl dát zapomenout na Caligulův despotismus. Svoji legitimitu se snažil posílit demonstrativním zdůrazňováním návaznosti na Augusta. Přestože nepatřil k rodu Juliů a nebyl Augustovým pokrevním příbuzným, zařadil do svého jména cognomen Caesar. Obdobně přijal všechny tituly odhlasované mu senátem s výjimkou Pater patriae, který si osvojil v roce 42. Náležité pocty obdrželi jeho předkové z rodu Claudiů: bábu Livii Drusillu, Augustovu choť, dal prohlásit za bohyni, matce Antonii mladší přiznal titul Augusta a v den narozenin otce Drusa nechal konat hry. Neopomenul ani bratra Germanika a děda Marka Antonia.

#### Vztah se senátem
Okolnosti Claudiovy intronizace nadmíru ztěžovaly, ba téměř znemožňovaly klidné soužití se senátem, poznamenané nepřátelstvím četných jedinců a vzájemnou obezřetností. Claudius vstoupil do senátu teprve třicet dnů po svém nástupu, a to za doprovodu pretoriánských prefektů a tribunů. Navzdory tomu se pokoušel vstřícností dosáhnout uvolnění napětí a nastolení konstruktivní spolupráce se senátory. Při zasedáních jim tudíž demonstrativně prokazoval náležitou úctu a vystupoval jako jeden z nich. Zrušil nenáviděné velezrádné procesy (maiestas), četné senátory vyznamenal triumfálními odznaky (ornamenta triumphalia) nebo je obdařil konzulátem. Leckteré pověřil výkonem tohoto úřadu opakovaně, když sám ho zastával celkem pětkrát. Do kompetence senátu vrátil rozhodování o výběru místodržitelů provincií Makedonie a Achaia.
Přes tato opatření mnoho senátorů setrvávalo v opozici proti císaři. Jejich nepřátelství částečně pramenilo z pozvolného odnímání kompetencí senátu a jejich přenášení na císařskou administrativu a propuštěnce. Těžiště výkonu vlády se tak přesunulo ze senátu na císařský dvůr. Slabost Claudiovy pozice dále zvýrazňovala skutečnost, že postrádal reálného mužského dědice, jelikož jeho jediný žijící syn Britannicus se narodil tři týdny po uchopení moci. Na rozdíl od jiných aristokratů nebyl s Augustem spřízněn v přímé linii. Všechny tyto skutečnosti vedly k několika spiknutím, jež podnikli muži cítící se být povolanějšími k výkonu císařské hodnosti. Claudius se s nimi tvrdě vypořádal, o čemž svědčí Suetoniova poznámka o 35 popravených senátorech a více než 300 jezdcích. Nenávist senátorů chovaná vůči Claudiovi našla svoje vyjádření v satirickém díle Apocolocyntosis Claudii, v němž Seneca vyčítá císaři jeho útoky proti senátu. Většina ostatních antických autorů přičítala exekuce senátorů nadměrnému vlivu Claudiových propuštěnců a manželek.
Krátce po získání vlády Claudius povolal do Říma senátora Appia Junia Silana, tehdejšího správce Hispanie Tarraconensis, aby se oženil s Domitií Lepidou, matkou císařovny Messaliny. Tento potenciální pretendent trůnu byl už v roce 42 za nejasných okolností usmrcen, aniž mu byl dopřán soud. Silanova poprava patrně přispěla k vypuknutí hrozivé vzpoury vedené Luciem Arruntiem Camillem Scribonianem, jemuž jako místodržiteli Dalmácie podléhaly Sedmá a Devátá legie. Podle Cassia Diona tato revolta Claudia natolik vyděsila, že uvažoval o vzdání se vlády ve prospěch Scriboniana. Nebezpečí ale pominulo po několika dnech, kdy vojáci od Scriboniana odpadli a ten spáchal sebevraždu. Obě legie poté obdržely čestný titul Claudia Pia Fidelis („věrná a oddaná Claudiovi“). Senátoři podporující Scribonianovo povstání, včetně Lucia Annia Viniciana či Caeciny Paeta, si po jeho potlačení vzali život nebo skončili na popravišti.
Mnozí jiní byli popraveni z nejrůznějších důvodů: někteří v důsledku domnělých nebo skutečných spiknutí, jiní kvůli intrikám nebo soupeření v císařově nejužším okolí. V roce 45 byli posláni do vyhnanství Gaius Asinius Gallus a Titus Statilius Taurus Corvinus, vnukové slavného řečníka Gaia Asinia Polliona, obvinění z konspirace, do níž měli být zapleteni i císařovi propuštěnci a otroci. Smrt stihla manžela císařovy dcery Claudie Antonie, mimořádně urozeného Gnaea Pompeia Magna, který se měl podílet na komplotu společně se svým otcem Markem Liciniem Crassem Frugim. Stejný osud stihl kromě mnoha jiných konzulárů i Marka Vinicia. Někdejšího konzula Valeria Asiatika nechala Messalina v roce 47 obžalovat z příprav převratu proti Claudiovi. Tento ambiciózní magnát galského původu mohl pro Claudia představovat hrozbu jako jeden z původců Caligulova zavraždění. Během procesu, odehrávajícím se v císařském paláci za neúčasti senátu, shledali Asiatika vinným, načež si otevřel žíly.
V letech 47 až 48 zastával Claudius společně s Luciem Vitelliem úřad cenzora, obsazený poprvé po desetiletích. Cenzoři měli na starosti kromě jiného revidování alba senátorů, přičemž směli z řad senátu vyloučit jedince nesplňující požadavky cenzu. Někteří se rozhodli pro dobrovolný odchod, zdráhající se byli přinuceni. Císaři se tak naskytla příležitost odměnit oddané stoupence povýšením a naklonit si potenciální soupeře. Při reorganizaci senátu usiloval o nahrazení propuštěných členů zámožnými muži z provincií, čímž si zajistil jejich přízeň. Na bronzové tabuli nalezené v 16. století v Lyonu se zachovala Claudiova řeč, v níž se zasazoval za přijetí galských šlechticů do senátu. V pozměněné podobě ji zmiňuje i Tacitus. V tomto projevu se Claudius vyslovil uctivě k senátorům a zároveň kritizoval jejich odmítavý postoj k provinciálům. V rámci cenzu znatelně navýšil počet patricijů, mezi něž přibral vážené senátory a osoby vznešeného původu, a tím reagoval na vymírání starých rodů.

#### Propuštěnci a císařská administrativa
Oporu pro svůj režim, již nenacházel u senátu, Claudius hledal u přátel své rodiny, jako byli senátor Lucius Vitellius nebo vojevůdce Aulus Plautius, a mezi členy vlastní domácnosti, především mezi kvalifikovanými propuštěnými otroky. Jejich enormní vliv na chod státu hojně komentují už antické prameny a moderní historikové jejich závěry potvrzují. Císařští propuštěnci těžili z počínajícího rozvoje komplexních správních struktur říše. Princeps se na ně spoléhal jako na své osobní rádce a neváhal je pověřovat úkoly spadajícími do kompetence magistrátů. S růstem moci propuštěnců se zvyšovala nelibost a řevnivost senátorů vůči nim. Z jejich pohledu totiž Claudius přenesením rozsáhlých kompetencí na propuštěnce podkopával autoritu senátu.
Augustus a Tiberius využívali v souladu s běžnou římskou praxí služeb svých propuštěnců a otroků při řešení určitých administrativních záležitostí. Na důležitosti začali propuštěnci nabývat za Caliguly. Teprve Claudius však v zájmu racionalizace a vyšší efektivnosti položil základy centralizované císařské byrokracii, vedené propuštěnci. Ti stáli v čele specializovaných kanceláří zastřešujících výkon rozličných státních úkolů. Přesto není prokázáno, že by vytváření těchto správních útvarů a využívání propuštěnců bylo Claudiovou záměrnou politikou. Kanceláře každopádně fungovaly nezávisle na tradičních institucích, reprezentovaných senátory a jezdci. Urozenost a hrdost těchto jedinců překážely tomu, aby mohli sloužit principovi jako jeho podřízení. Pozice v rámci císařské správy proto obsazovali poslušní a snadno nahraditelní muži cizího původu, loajální pouze samotnému principovi. Nehledě na ohromnou moc, již soustředili ve svých rukou, propuštěnci dokázali díky svému výsadnímu postavení shromáždit obrovské jmění. Když si prý Claudius jednou postěžoval na nevalný stav císařských financí, kdosi mu žertem poradil, aby spojil svůj majetek se dvěma z nich.
Mezi nejvýraznější postavy vykonávající čelné pozice v císařských kancelářích náleželi Claudiovi favoriti, jako byl Narcissus, zastávající funkci dvorního tajemníka vyřizujícího korespondenci (ab epistulis), a Pallas, přednosta císařovy pokladny (a rationibus). Narcissus si v paláci vytvořil vlastní mocenskou základnu a jednal ve shodě s Messalinou, třebaže se nakonec obrátil proti ní. Někteří senátoři, kupříkladu Titus Flavius Vespasianus, mu vděčili za svoji kariéru. Cassius Dio poznamenává, že Narcissus nahromadil nezměrné bohatství, více než 400 milionů sesterciů. Pallas dohlížel na finanční odvody poskytované provinciemi, provedl reformu výběru daní a zbohatl podobně jako Narcissus. Pallantova bratra Felika Claudius ustavil jako místodržitele provincie Judeje. Mimořádné oblibě se těšil také Polybius, učenec zastávající funkci sepisovatele projevů (a studiis), jemuž později přivodilo zkázu falešné obvinění Messaliny. Caligulův propuštěnec Callistus působil za Claudia jako tajemník pro otázky práva a spravedlnosti (a libellis).

#### Invaze do Británie

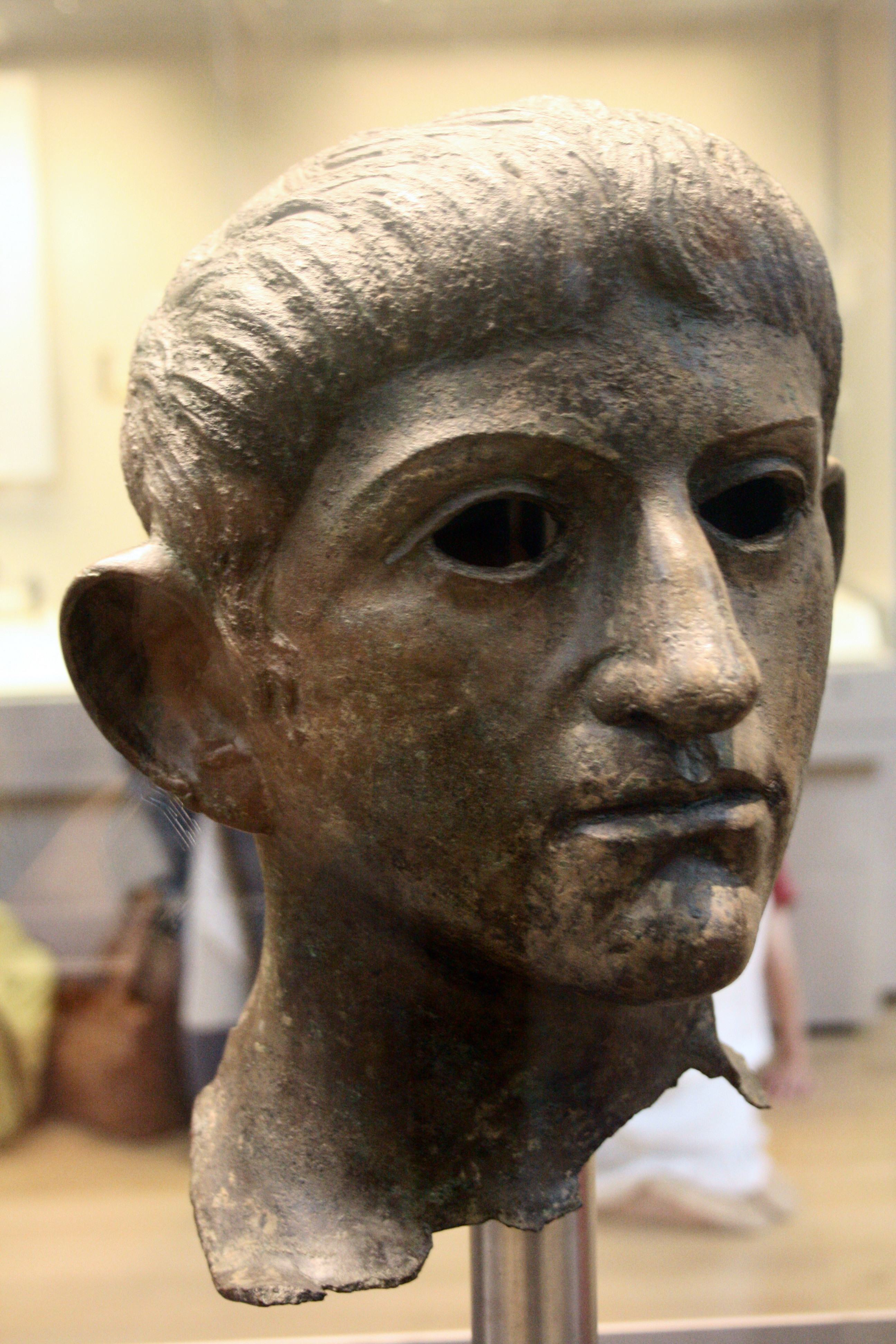
Bronzová hlava Claudia nalezená v hrabství Suffolk

Scribonianova vzpoura pošramotila Claudiovu reputaci v očích vojska a ještě více nahlodala jeho nestabilní postavení. Příležitost k pozvednutí nevalné prestiže se nabízela v neklidné Británii, nalézající se dosud mimo římskou kontrolu. Římané se tam vojensky angažovali již v polovině 1. století př. n. l., kdy se proti Britanům dvakrát vypravil Julius Caesar. Jeho tažení v Británii nepřinesla Římu trvalé územní zisky a po jeho odchodu se poměry na ostrově vyvíjely i nadále veskrze nezávisle. Římané nicméně nespouštěli tamní keltské kmeny ze zřetele, a Caligula dokonce zvažoval uspořádání expedice proti Britanům. Mezi nimi probíhaly vnitřní rozbroje související s politickým rozmachem kmene Catuvellů. Ti vypudili náčelníka sousedního kmene Atrebatů jménem Verica, jenž se uchýlil k Římanům a požádal Claudia o pomoc. Císaři se tím naskytla vhodná záminka k tomu, aby napodobil Caesara a zasáhl na ostrově. Vlastnímu vpádu, k němuž došlo v roce 43, předcházely rozsáhlé přípravy, v rámci nichž Claudius ustavil velitelem invazního vojska osvědčeného a loajálního Aula Plautia, někdejšího legáta v Panonii. K provedení operace byly vybrány čtyři legie: II Augusta, XIV Gemina, XX a IX Hispana. Společně s galskými, germánskými a thráckými pomocnými sbory čítalo římské vojsko zhruba 40 000 mužů.
Poté, co se Římané nalodili v Gesoriaku (dnešní Boulogne), rozděleni na tři části překonali Lamanšský průliv, a aniž by narazili na odpor Britanů, přistáli poblíž Rutupiae (Richborough). Plautius následně vyrazil na sever, aby se střetl s Britany vedenými bratry Togodumnem a Caratakem. V nastalé bitvě u Medway Římané zaskočili své protivníky a pronásledovali Britany až k řece Temži. Togodumnus přišel o život, zatímco Caratakovi se podařilo uprchnout na západ, kde pokračoval v odboji proti útočníkům. Plautius se pak rozhodl vyčkat příchodu císaře. Claudius dorazil v doprovodu velkého počtu senátorů, jež se neodvažoval ponechat v Římě po dobu své nepřítomnosti. Kromě toho přivedl posily včetně válečných slonů. Jakmile císař převzal velení, Římané dokončili tažení dobytím města Camulodunum a podrobením okolních kmenů. Jeho vojáci ho posléze opakovaně pozdravili jako imperátora. Po tomto velkolepém završení výpravy se Claudius odebral zpět do Říma, kde oslavil triumf za přemožení Britanů. Na Martově poli byl na jeho počest vztyčen vítězný oblouk a společně se svým synem obdržel čestné přízvisko Britannicus. Všem konzulárům, kteří s ním odcestovali do Británie, dal udělit triumfální odznaky a Plautia odměnil tím, že mu po návratu dovolil oslavit ovaci (ovatio).
Plautius jako první místodržitel provincie Británie vedl římské vojáky dále na sever a západ ostrova. Římané pronikli až k nynějšímu Lincolnu a na tomto místě vybudovali legionářský tábor Lindum. Navázali rovněž styky s Cartimanduou, královnou Brigantů. Římané záhy postoupili až k ústí řeky Severn a zřídili hraniční linii podél silnice Fosse Way mezi Exeterem a Lincolnem. Druhý správce provincie, Publius Ostorius Scapula, zakročil v jižním Walesu proti Silurům, u nichž se zdržoval Caratacus, brojící proti Římanům, a založil legionářskou základnu Glevum (Gloucester). Když Caratacus odešel k Ordovikům, Ostorius ho zdolal v otevřené bitvě. Poražený náčelník hledal záchranu u Cartimanduy, jež ho v roce 51 vydala Římanům. Zajatý Caratacus si však neohroženou řečí vymohl v Římě od Claudia milost.

#### Zahraničí a provincie
V zahraniční politice se Claudius poněkud odchýlil od svých předchůdců a zřízením několika nových provincií rozšířil římskou říši. Vzápětí po získání trůnu se musel vypořádávat s Caligulovým dědictvím v podobě války v Mauretánii. Tamějšího vládce Ptolemaia nechal Caligula zavraždit během jeho návštěvy Říma v roce 40, načež zdejší kočovné kmeny zvedly odboj proti Římanům. Proti Maurům byl vyslán vojevůdce Gaius Suetonius Paulinus, který si v letech 41 až 42 podmanil jejich zemi a překročil pohoří Atlas. Pacifikaci Mauretánie dokončil v dalších letech schopný Gnaeus Hosidius Geta. Dobyté teritorium Claudius rozdělil do dvou provincií: na západě se nacházela Mauretania Tingitana, na východě Mauretania Caesariensis.

Římská říše za Claudia

V Germánii napadli Chattové pod vedením Gannaska římské území. Gnaeus Domitius Corbulo zahnal tyto barbary a posléze se vydal za Rýn proti Frisiům a Chaukům. Claudius, znervóznělý legátovou aktivitou, mu přikázal, aby ustal ve výboji. Corbulo se proto poslušně stáhl zpět. Římané přesto udržovali na pravém břehu Rýna opevněné předpolí v prostoru Mogontiaka (Mohuč) a dnešního Wiesbadenu. Rozšiřování a výstavba pohraničních pevností probíhala i na jihu. Podél Dunaje vznikla celá soustava kastelů, chránících mimo jiné Noricum, přetvořené za Claudia v regulérní provincii v čele s prokurátorem.
Hranice impéria se Claudius snažil zesílit i prostřednictvím klientských vládců. V roce 47 Římané dosadili Cheruskům na jejich vlastní žádost za náčelníka Arminiova synovce Italika, vychovaného v Římě. Zasáhli i do poměrů v bosporském království, ležícím při severních březích Černého moře, kde nahradili tamějšího vládce Mithridata jeho bratrem Kotyem. V Orientu využili rozbrojů mezi Parthy k posílení svého postavení v Arménii a neúspěšně se pokusili prosadit vlastního kandidáta na parthský trůn. Jakmile ovšem vnitřní konflikt v parthské říši pominul, Vologaisés I. vtáhl roku 52 do Arménie, jejímž králem učinil svého bratra Tiridata, a zbavil Římany vlivu v této zemi. V roce 41 Claudius převedl Judeu a Samaří do správy Heroda Agrippy, jemuž podle líčení Flavia Josepha vděčil za pomoc při získání vlády. Po smrti Heroda Agrippy v roce 44 se ale rozhodl Judeji vrátit status římské provincie, řízené prokurátorem. Již o rok dříve anektoval doposud nezávislou Lykii, nalézající se na jihozápadě Malé Asie. V roce 46 přeměnil v provincii také Thrákii, poté, co zdejšího krále zavraždila jeho manželka.
Claudius po vzoru Julia Caesara povzbuzoval romanizaci provincií velkorysým udílením římského občanství jednotlivcům či celým komunitám. Při cenzu v roce 48 dosáhl počet římských občanů čísla 5 984 072, což znamenalo oproti předchozímu, za Augusta vykonanému cenzu nárůst o zhruba jeden milion. Císař na druhou stranu neváhal odejmout občanství třeba i význačným provinciálům, pokud neprokázali znalost latiny, nebo trestat ty, kteří si je přisvojovali neprávem. Provincie dále pozvedl zakládáním četných kolonií v nově podmaněných zemích a pohraničních krajích, jako bylo třeba Camulodunum v Británii. Severoafrické město Volubilis povýšil na municipium za jeho přínos Římanům během války v Mauretánii. Oppidum Ubiorum, rodiště Agrippiny mladší, učinil v roce 50 kolonií s názvem Colonia Claudia Ara Agrippinensium (dnešní Kolín nad Rýnem). Císařova politika vůči provinciím a jejím obyvatelům přispívala k oslabení přednostní pozice Říma a Itálie a narážela na jistý nesouhlas, jak je zřejmé i ze Senekova ironického zhodnocení.

#### Vnitřní politika
V Claudiově pojetí principátu hrála stěžejní úlohu role císaře jako soudce. Soudcovské činnosti se Claudius věnoval takřka každý den, přičemž ji vykonával s velikou svědomitostí a neúnavností. Hned na počátku vlády zrušil velezrádné procesy (maiestas) a v podobném duchu srazil odměny pro žalobce (delatores). Při posuzování jednotlivých případů se běžně řídil spíše vlastním smyslem pro spravedlnost než právními zásadami a precedenty. Přílišnou tvrdost právních předpisů tak často tlumil dle svého uvážení. Někdy si ale naopak počínal příliš tvrdě. Pokud se jeden z účastníků nedostavil k jednání, císař rozhodoval ve prospěch přítomné strany. Jestliže se nepřítomnost týkala žalobce, činil ho za to osobně odpovědným. Přes svoji horlivost se nevyvaroval přehmatů, jeho rozhodnutí byla nepředvídatelná a nedokázal vždy zachovat nestrannost. To se týkalo hlavně případů mužů urážejících ho před nástupem na trůn. Některá jeho rozhodnutí, zaznamenaná Suetoniem, nepostrádají na bizarnosti. V určitých případech měl před vynesením rozsudku údajně vyslechnout pouze jednu ze stran sporu. Moderní historikové poukazují zvláště na kritizovaná soudní řízení odehrávající se na císařském dvoře, faktický císařský tribunál, jímž Claudius zasahoval do pravomoci senátu soudit vlastní členy. Třebaže v něm vedle principa zasedalo dvacet vybraných senátorů, soudní jednání nebylo veřejné a žalovaným hrozila svévole lehce ovlivnitelného císaře.
Prameny naznačují, že Caligula se v závěru svého panování ocitl téměř na pokraji bankrotu a musel přijmout zoufalá opatření ke zvýšení státních příjmů. Navzdory tomu neexistují žádné doklady, že by Claudius čelil obtížím téhož druhu, přestože rušil daně zavedené svým předchůdcem. Jeho výdaje zůstávaly na vysoké úrovni, nicméně nedosahovaly rozměrů Caligulovy marnotratnosti. Státní finance byly soustředěny v rukou Claudia a jemu podřízených či jím dosazených lidí. Na státní kasu (aerarium) dohlížel prostřednictvím dvou quaestorů, jež vybíral. Stále větší díl příjmů plynul přímo do císařské pokladny (fiscus). Sotva se ujal moci, vyplatil pretoriánům vysoké donativy a ve výroční den svého nástupu jim každoročně uděloval finanční odměny. Přízeň lidu si vykupoval dary rozdílenými při různých příležitostech, jako bylo třeba vítězství v Británii. Velice často organizoval nákladné hry, a v roce 47 uspořádal při výročí osmi set let založení Říma dokonce hry stoletní (ludi saeculares), ačkoli naposledy se konaly za Augusta. O blaho římského lidu pečoval rozsáhlými stavebními projekty, zaměřenými především na zlepšení životní úrovně nižších vrstev. Dbal o zajištění přísunu obilí do hlavního města, jehož distribuci začali provádět císařští prokurátoři na místo senátních prefektů. Ohromné množství peněžních prostředků vynaložil rovněž na válečné podniky.
Z Claudiovy provinciální politiky a nelehkého soužití se senátem těžil do určité míry jezdecký stav. Se vznikem nových provincií souviselo ustavení prokurátorských místodržitelských postů, vykonávaných jezdci, a těm se tak nabízelo více možností k dalšímu vzestupu. Císař usiloval o zachování integrity tohoto stavu a tvrdě trestal propuštěnce vydávající se za jezdce. Mimoto reformoval kariérní postup jezdců a určil jim povinnou vojenskou službu jako předpoklad účasti na veřejných záležitostech.
Přes své konzervativní založení se Claudius nebránil reformám v náboženských otázkách. Na rozdíl od Caliguly odmítal, aby mu prokazovali božské pocty, o čemž svědčí jeho slavný list, v němž nedovolil obyvatelům Alexandrie postavit mu chrám. Vzhledem ke zdaru svých válečných tažení rozšířil v roce 49 pomerium, posvátné hranice města Říma. Reorganizoval kolegium starobylých etruských věštců zvaných haruspikové, současně ale vykázal z Itálie všechny cizí astrology. Uvažoval také o přenesení Eleusínských mystérií z Attiky do Říma. Naproti tomu tvrdě zakročil proti druidům, jejichž obřady úplně zakázal. Ohledně jeho postoje k Židům se prameny poněkud rozcházejí. Cassius Dio uvádí, že jejich velký počet v Římě mu zabránil v tom, aby je z města vypudil. Spokojil se pouze s tím, že jim zakázal shromažďovat se, a tak jim chtěl zřejmě znesnadnit získávání proselytů. Podle Suetonia je však vyhnal, neboť „z podněcování Chréstova vytrvale tropili nepokoje“.

#### Stavební aktivity

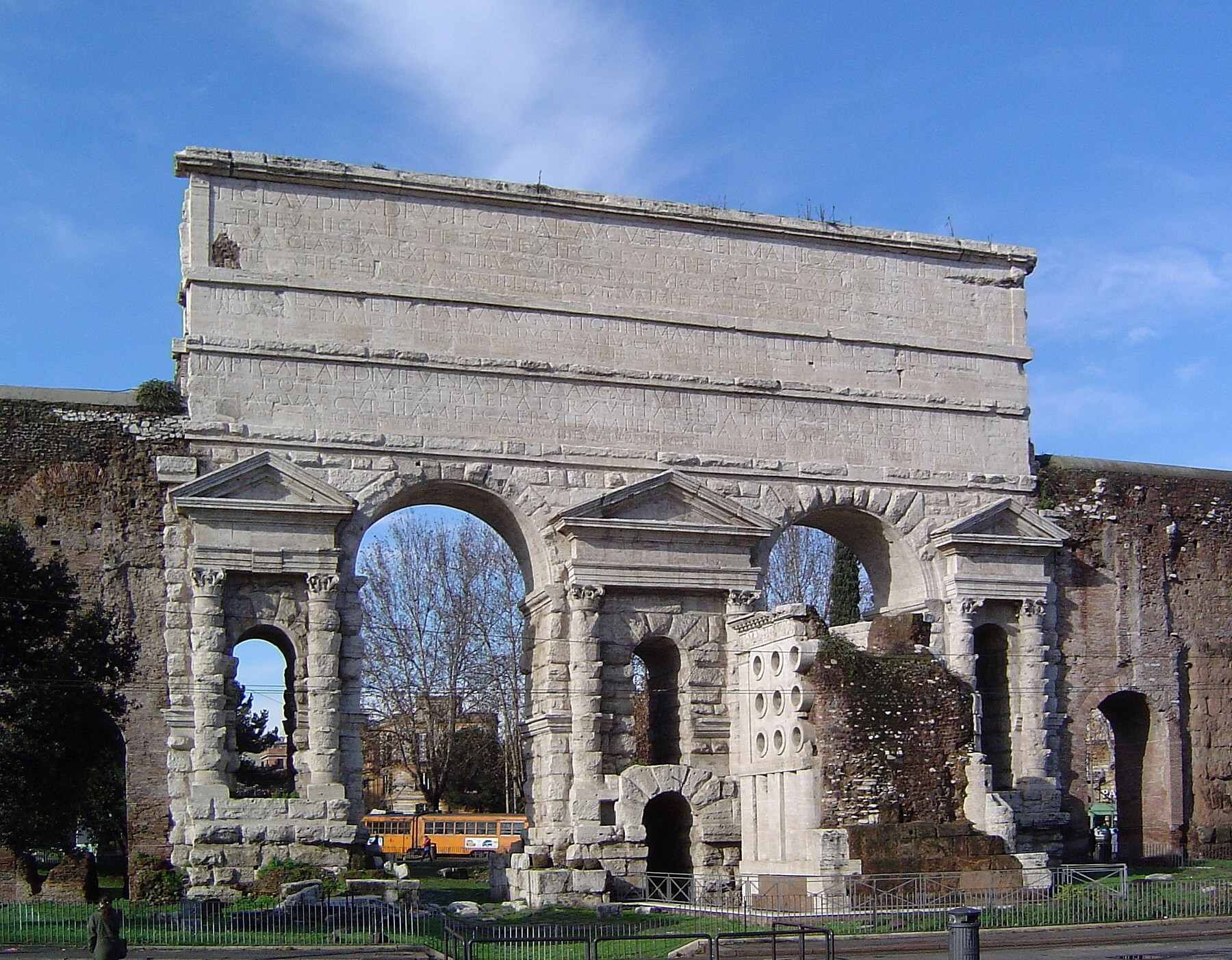
Porta Maggiore v Římě

Claudius uskutečnil v hlavním městě i v provinciích četné veřejné stavební projekty. Aby obyvatelům Říma zajistil dostatečné množství pitné vody, vystavěl dva akvadukty: Aqua Claudia a Anio Novus, s jejichž budováním započal už Caligula. Oba vodovody byly dokončeny v roce 52, přičemž se stýkaly u brány Porta Maggiore. Vedle toho nechal zrenovovat starší akvadukt Aqua Virgo. Ještě větší pozornost věnoval zásobování obilím. V Římě vyhloubil splavný kanál spojující Tiberu s novým přístavem Portus Romae nedaleko Ostie a bránící záplavám. Tento přístav, o němž uvažoval i Julius Caesar, se rozhodl vybudovat nehledě na námitky architektů poukazujících na jeho nákladnost. Chtěl tak předejít hrozícímu hladu z důvodu nejisté dopravy v zimních měsících. Nejdříve nechal vykopat pás země zabírající několik desítek hektarů, poté zřídil po obou stranách vstupu dvě obrovská, obloukovitě zahnutá mola vybíhající do moře, a mezi nimi zbudoval umělý ostrov s majákem. Claudius si vysloužil věhlas také stavbou či rekonstrukcí četných silnic v provinciích. Itálii spojil s Raetií silnicí Via Claudia Augusta, vedoucí údolím řeky Adiže, zatímco silnici Via Valeria prodloužil až k Jaderskému moři.
Císař se snažil také o zvětšení nebo alespoň o zachování plochy obdělávané půdy v Itálii. Uzákonil trestání jedinců, kteří vykupovali a bourali budovy pro zisk, čímž chtěl překazit ničení zemědělských usedlostí. Především ale hodlal vysušit Fucinské jezero odvedením jeho vod do řeky Liris, díky čemuž by získal úrodnou zemi vhodnou k zemědělství. Jedenáct let pracovalo třicet tisíc lidí na odvodňovacím kanále, kvůli němuž museli dokonce vylámat horu. Když dílo v roce 52 završili, Claudius uspořádal na jezeře velkolepou podívanou, inscenovanou námořní bitvu, v níž účinkovaly tisíce zločinců. Při následném otevření se ale ukázalo, že průplav nebyl dostatečně hluboký ve srovnání s dnem jezera. S úspěchem se nesetkal ani opakovaný pokus o zprovoznění průplavu.

#### Intriky Messaliny
V době Claudiova nástupu na trůn byla jeho chotí o více než dvacet let mladší Valerie Messalina, mezi jejíž předky patřila Augustova sestra Octavie mladší. Messalina přivedla o několik týdnů později na svět Claudiova syna Britannika. Claudius dovolil, aby se jeho manželce prokazovaly pocty hodné císařovny, třebaže odmítl návrh senátu udělit jí titul Augusta. Navzdory jejímu statusu byla Messalinina pozice krajně nejistá. Claudius byl již pokročilého věku a usuzovalo se, že zemře dříve, než bude Britannicus jako jeho jediný mužský dědic schopen vládnout. Messalina se záhy domohla nemalého vlivu, který se snad projevil v četných Claudiových rozhodnutích v prvních osmi letech jeho panování. Její moc ještě vzrostla s Claudiovým tažením do Británie a dle Cassia Diona se opírala o skupinu svých přívrženců. Antičtí dějepisci vykreslují Messalinu jako mimořádně promiskuitní a neřesti páchající ženu, podvádějící Claudia s mnoha různými muži, od politiků po herce. Dnešní historikové ovšem tvrzení o jejích údajných nymfomanských sklonech vyvracejí, neboť pravděpodobnějším se zdá být, že využívala sex jako prostředek k získání politických spojenců.

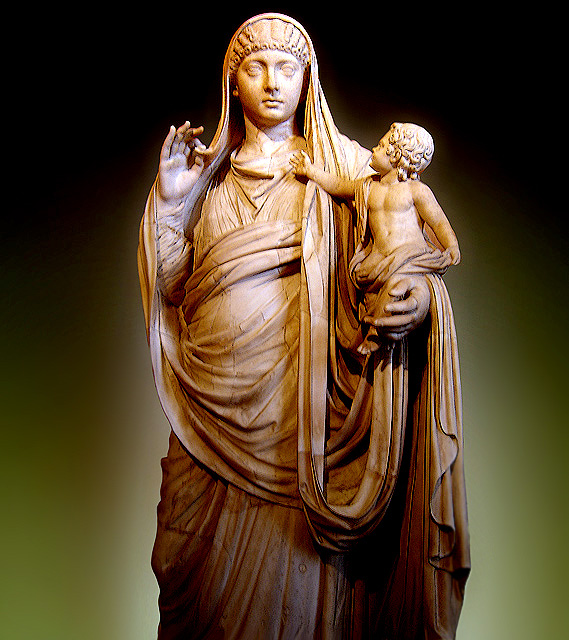
Claudiova třetí manželka Messalina a syn Britannicus

V zájmu uhájení svého postavení Messalina usilovala o odstranění potenciálních protivníků, ohrožujících vedle ní i jejího manžela. V současnosti však vyvstávají pochybnosti ohledně jejího podílu na popravách, jež jí prameny kladou za vinu. Messalininou první obětí se stala Claudiova neteř Julie Livilla, jejímž mužem byl senátor Marcus Vinicius. Koncem roku 41 byla obviněna z cizoložství, jehož se měla dopustit se Senekou. Oba skončili ve vyhnanství, v němž Julie Livilla zanedlouho nalezla smrt z rukou kata. Ve spojení s propuštěncem Narcissem měla Messalina nastrojit tentýž osud Appiu Silanovi. O dva roky později byla popravena Drusova dcera Julie, v jejímž synovi Gaiu Rubelliovi Plautovi mohla Messalina spatřovat Britannikova soupeře. S jejím usmrcením patrně souvisela poprava pretoriánského prefekta Catonia Justa, připisovaná taktéž Messalině. Prefekt se prý chystal vyzradit rozsah císařovniných intrik Claudiovi, což nasvědčuje politickému pozadí jeho a Juliiny smrti. Messalina údajně přivodila záhubu rovněž Valeriu Asiatikovi a na svědomí měla mít i řadu dalších lidí.
Messalininou pohromou se ukázal být její vztah s nastávajícím konzulem Gaiem Siliem. Ačkoli byla stále vdaná za Claudia, v roce 48 pojala úmysl vstoupit do manželského svazku s tímto senátorem. Když Claudius podnikl inspekční cestu do Ostie, Messalina se chopila příležitosti a před četnými hosty uzavřela v Římě se svým milencem svatbu. Propuštěnci, provázející dosud nic netušícího Claudia, si uvědomili, že Messalina a Silius fakticky uskutečňují státní převrat a ohrožují jejich moc. Narcissus prostřednictvím císařovy milenky informoval Claudia o pravém stavu věcí. Císař, znejistělý, zda ještě drží vládu, se urychleně vydal do města, kde se odebral do pretoriánského tábora. Zpráva o Claudiově návratu vyrušila Messalinu v přípravách slavnosti k uctění Baccha, načež se její a Siliovi stoupenci v panice rozprchli. Messalina se vydala vstříc Claudiovi, avšak její snahu vyprosit si u něho milost zmařil Narcissus. Pretoriáni mezitím pochytali účastníky svatby a nejvýznamnější z nich, včetně Silia, na císařův rozkaz popravili. Claudius pak nechal ve smířlivější náladě poslat pro Messalinu, ovšem Narcissus přikázal několika pretoriánům, aby ji dopadli a usmrtili. Messalinu, marně se pokoušející vzít si život, zastihli v sadech patřících dříve Asiatikovi a na tomto místě ji jeden z tribunů probodl.
Tacitus připisuje Messalinin pád jejímu pominutí smyslů. Cassius Dio naznačuje, že za její smrtí mohli stát propuštěnci, neboť jí přestali důvěřovat potom, co přivodila zkázu Polybia. Někteří dnešní badatelé zvažují možnost, že se Messalina a její přívrženci pokusili spojit se senátem. Tím by propuštěncům zavdala důvod se jí zbavit. Stejně tak se z její strany mohlo jednat o spiknutí s cílem odstranit Claudia, čemuž nasvědčuje velké množství popravených a císařův překotný úprk do kasáren.

#### Ctižádost Agrippiny
Po masakru Messaliny a jejích přívrženců Claudius sdělil pretoriánům, že se nebude bránit tomu, aby ho zabili, pokud by se chtěl znovu oženit. Císařovo odhodlání vyvarovat se nového sňatku ale naráželo na očividnou slabost jeho režimu a přetrvávající spekulace o následnictví. Vhodný způsob, jak konsolidovat Claudiovo politické postavení a zajistit mu nové spojence, představovalo manželství s členkou urozeného a váženého rodu. V souvislosti s tím se zmiňuje jen těžko uvěřitelný zápas propuštěnců soupeřících o to, která z žen se stane jeho nevěstou. Nejvážnější spor se měl vést mezi dcerou bývalého konzula Lollií Paulinou, doporučovanou císaři Callistem, a Germanikovou dcerou Agrippinou mladší, prosazovanou Pallantem. Narcissus podporoval dřívější Claudiovu manželku Aelii Paetinu. Třebaže Agrippina byla císařovou neteří, argumenty nakonec převážily v její prospěch. Z morálního i právního hlediska byl takový svazek pokládán za incestní a zakázaný, a proto senát přijal zákon povolující sňatek strýce s bratrovou dcerou. Jakmile tato překážka pominula, podstoupili Claudius a Agrippina počátkem roku 49 svatební obřad.
Tacitus poznamenává, že od tohoto momentu „všechno poslouchalo ženu“, protože Agrippina na rozdíl od Messaliny svírala moc pevně ve svých rukou. Claudius díky svatbě s ní posílil svoji vládu, o čemž vypovídá výrazný pokles poprav v následujících letech. Agrippina přivedla do manželství svého syna Lucia Domitia Ahenobarba, jen o málo staršího než Britannicus, přičemž veškeré své záměry podřídila jedinému cíli, zabezpečit nástupnictví pro svého potomka. Ambiciózní a bezohledná císařovna iniciovala sesazení Lucia Junia Silana, dlouholetého snoubence Claudiovy dcery Octavie, z funkce praetora a jeho vypovězení ze senátu. Silanus, obviněný z krvesmilstva se svojí sestrou, si vzal krátce nato život. V senátu byl vzápětí přednesen návrh, aby císař zasnoubil svoji dceru s Domitiem, s čímž Claudius vyslovil souhlas. Agrippina si dále vymohla prominutí vyhnanství Senekovi, jehož ustavila Domitiovým učitelem. Naproti tomu Britannika soustavně upozaďovala a mimo jiné zařídila popravení jeho vychovatele Sosibia. Konečně v roce 50 pohnula Claudia s Pallantovou pomocí k tomu, aby přijal za vlastního jejího syna Domitia, jehož jméno znělo po adopci Nero Claudius Caesar. V téže době Agrippina obdržela čestné příjmení Augusta.
Neronův rychlý vzestup pokračoval v roce 51, kdy symbolicky dosáhl dospělosti předčasným oblečením mužské tógy (toga virilis). Císař svolil, aby Neronovi, těšícímu se všeobecné oblibě, senát předběžně přislíbil konzulát a udělil mu prokonzulské imperium mimo Řím. Agrippina se přičinila o nahrazení dvou stávajících velitelů pretoriánské gardy svým stoupencem Sextem Afraniem Burrem, jenž nadále zastával hodnost pretoriánského prefekta sám. Zároveň pod různými záminkami odstraňovala z gardy tribuny a setníky pociťující oddanost vůči Britannikovi. O dva roky později se Nero oženil s císařovou dcerou Octavií a pronesl svůj první projev v senátu. Někdy v témže čase Claudius onemocněl, pročež ho Agrippina přinutila vydat prohlášení, v němž Nerona označil za schopného ujmout se řízení státu. Přesto lze pochybovat, že by císař zcela opomenul vlastního syna v úvahách o nástupnictví. Britannicus měl ostatně jisté přívržence, mezi něž patřila jeho babička a Neronova teta Domitia Lepida. Agrippina se proto zasadila o její odsouzení a popravení.

#### Smrt
Claudius začal projevovat nelibost nad ženiným počínáním. V opilosti jednou dokonce prohodil, „že je mu souzeno, aby neřesti svých manželek snášel a trestal“. Suetonius k tomu dodává, že litoval svatby s Agrippinou a adopce Nerona. Vzhledem k blížícímu se okamžiku Britannikových čtrnáctých narozenin se měl císař rozhodnout udělit mu mužskou tógu, a dát tak Římanům pravého Caesara. Claudiův úmysl povýšit Britannika, jeho výroky a změna závěti zneklidnily Agrippinu, jež se odhodlala svého chotě předejít. Většina antických autorů Agrippinu shodně podezírá z toho, že dala Claudia otrávit. Pouze Josephus zaujal k tomuto tvrzení poněkud rezervovanější postoj. Dle Tacita využila nepřítomnosti svého protivníka Narcissa a přiměla známou travičku Locustu připravit jed. Nedlouho nato podal dvorní ochutnávač během jedné z hostin hřib potřený tímto jedem Claudiovi. Císaře po jeho požití postihl průjem, nicméně účinek zprvu nebyl takový, jak se očekávalo. Agrippina tedy povolala císařova osobního lékaře, a ten v předstírané snaze vyvolat dávení vložil Claudiovi do krku pero s prudkým jedem. Cassius Dio i Suetonius se zmiňují o tom, že otrávený hřib podala císaři sama Agrippina. V brzkých ranních hodinách 13. října 54 Claudius otravě podlehl.
Agrippina zpočátku tajila Claudiovu smrt, aby získala čas k zajištění Neronovy vlády. V poledne téhož dne přivedl pretoriánský prefekt Burrus Nerona před strážní kohortu gardy, jejíž vojáci ho pozdravili jako císaře. Jakmile Nerona přijalo vojsko, senát schválil usnesení stvrzující jeho uchopení moci. Claudiovi vystrojili slavnostní pohřeb připomínající svojí velkolepostí Augustův. Jeho ostatky byly poté uloženy do Augustova mauzolea. Vedle jiných poct byl zemřelý princeps zařazen mezi bohy jako Divus Claudius. Nero se však obezřetně vyhnul tomu, aby veřejně přečetl poslední vůli adoptivního otce.

## Vědecká činnost

Claudiova písmena

Claudius byl po většinu svého života aktivní jako spisovatel. Za Tiberia, kdy se ocitl na vrcholu své literární tvorby, bylo politicky nanejvýš nepatřičné a nerozumné psát o dějinách republikánského Říma. Tehdejší autoři tudíž inklinovali k popisování a oslavě rodícího se principátu, případně se uchylovali k poměrně obskurním a starodávným tématům. Claudius náležel mezi několik málo učenců zabývajících se oběma okruhy. Vedle dějin Augustovy doby, jimiž si vysloužil nelibost příbuzných, se soustředil zvláště na dějiny Etrusků, zpracované jím v rozsahu dvaceti knih v řecky psaném díle Tyrrhénika. Dále v osmi knihách sepsal dějiny Kartága, nazvané Karchédoniaka, vytvořil slovník etruského jazyka a pojednání o jeho oblíbené hře v kostky. Přestože se vyhýbal choulostivému tématu občanských válek, zhotovil spis hájící Ciceronův styl proti Asiniu Pollionovi. Napsal také vlastní životopis o osmi knihách, jemuž Suetonius vytýká nedostatek vkusu.
Do dnešních dnů se nedochovalo žádné z Claudiových děl. Některé z nám známých prací antických dějepisců z nich ale čerpaly. Suetonius v jednom případě výslovně cituje Claudiovu autobiografii. Tacitus předkládá jeho vlastní argumenty pro úpravu pravopisu. Plinius starší Claudia častokrát cituje a řadí ho mezi nejvýznamnější soudobé učence.
Jako cenzor Claudius předložil návrh reformy latinské abecedy přidáním tří nových písmen. Od této změny, prosazované za jeho vládnutí, se po jeho smrti upustilo. Klasická latina neoddělovala jednotlivá slova mezerami, Claudius se proto pokoušel obnovit starodávný zvyk vkládání teček mezi slova. Znalost historie ho ovlivnila i v jiných směrech. V řeči, v níž se zasazoval o přijetí Galů do senátu, se přidržuje Liviovy verze legendy o založení Říma. Livius působil jako Claudiův učitel v časech jeho dospívání. Mnohé z Claudiových veřejných staveb se chystal provést už Julius Caesar. Jistí moderní historikové spatřují v napodobování Caesara obecnější rys jeho politiky. Při zastávání cenzorské hodnosti se odvolával na svého předka Appia Claudia Caeka a za působení v tomto úřadu prosazoval opatření vycházející z republikánských tradic.

## Zdravotní nesnáze
Suetonius poměrně detailně líčí fyzické projevy Claudiových zdravotních obtíží. Slabost jeho kolen mu ztěžovala chůzi, sužoval ho třes hlavy a v rozrušení koktal. Zmiňuje taktéž jeho kulhání. Casius Dio poznamenává, že byl slabý na těle, takže se mu třásly ruce a hlava. Mimoto zadrhával v řeči, kvůli čemuž dával v senátu jím zavedená opatření číst quaestorovi. Seneca popisuje jeho hlas jako nepodobající se žádnému pozemskému zvířeti. Zesměšňuje rovněž jeho ustavičné pohyby hlavou, potíže s chůzí a nedoslýchavost. Suetonius přesto přiznává, že mu nechyběla důstojnost tělesného vzhledu, pokud seděl nebo stál. V období před druhou světovou válkou se předpokládalo, že Claudiovy zdravotní problémy měly příčinu v dětské obrně. Tato diagnóza se vyskytuje také v Gravesově románu Já, Claudius, publikovaném ve třicátých letech. Na základě důkladnějších rozborů se v pozdějších letech prosadil názor, že císař trpěl následky dětské mozkové obrny.
Claudiovi příbuzní včetně jeho matky Antonie ho pokládali za duševně omezeného. Prameny ho vykreslují v témže světle jako člověka pošetilého a hloupého. Nadto mu vytýkají přílišnou důvěřivost a to, že snadno podléhal vlivu manželek a propuštěnců. Dochovaná díla zároveň připouštějí, že se jednalo o vzdělaného, sečtělého a svědomitého administrátora se smyslem pro spravedlnost, což prozrazuje nadprůměrnou inteligenci. Současní historikové posuzují Claudiův intelekt vyváženěji, k čemuž přispěl i objev císařova dopisu Alexandrijským v minulém století.

## Odkaz

### Hodnocení

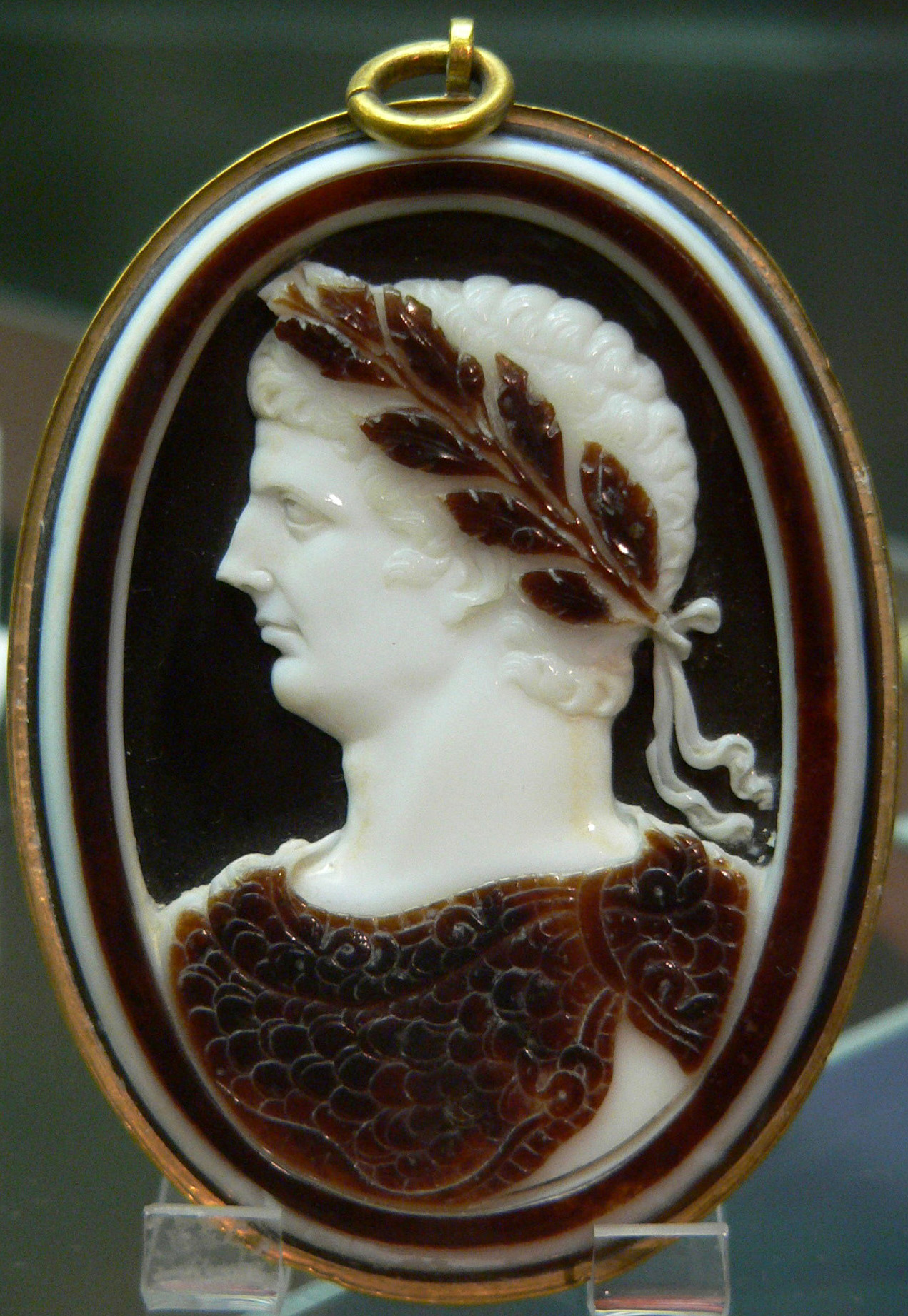
Kamej s podobiznou Claudia

Nero často kritizoval svého předchůdce a rušil četná z jeho rozhodnutí a ustanovení s odůvodněním, že Claudius byl nerozumný a bláznivý. Po celou dobu jeho panování převažovalo mínění, že Claudius byl duševně narušený. Nero posléze přestal brát ohled na svého zbožněného adoptivního otce. Chrám vyhrazený k uctívání Božského Claudia Nero nikdy nedokončil a po smrti své matky ho prakticky zničil. Místo stavby zamýšleného svatostánku se využívalo k rozdílení vody přiváděné systémem akvaduktů iniciovaném Claudiem. Neronův negativní postoj ke Claudiovi se odrazil i na Claudiově kultu v provinciích. K jeho novému rozvoji došlo až za Vespasiana, jenž za Claudiovy vlády dosáhl zásadních pokroků ve své kariéře. Vespasianus dal obnovit jeho chrám na Caeliu, neboť pro tehdy krátce panující flaviovskou dynastii bylo důležité navodit zdání kontinuity císařského kultu.
Jakmile byli Flaviovci sesazeni, Claudiova reputace opět pohasla a jeho význam postupně klesal. Jeho knihy se vytratily, jelikož starodávná témata pozbyla na zajímavosti. V povědomí se udržela pouze císařova charakteristika jako slabomyslného jedince. Koncem 2. století zastínil výročí jeho narození císař Pertinax, mající shodný den narozenin jako Claudius. V letech 268 až 270 vládl římské říši Claudius Gothicus. Když zemřel, senát ho usnesením prohlásil za boha, v důsledku čehož nahradil svého dávného předchůdce a jmenovce v římském pantheonu. Claudius tak ve 4. století upadl v zapomnění.
Seneca, Claudiův současník vykázaný jím na osm let do vyhnanství, zesměšňuje císaře v satiře Apocolocyntosis Claudii („Ztykvění Claudia“), vydané nedlouho po jeho zbožštění. O poznání příznivější postoj k němu zaujal Plinius starší. Tvorba jiných soudobých spisovatelů, jako byli Cluvius Rufus nebo Fabius Rusticus, se nedochovala. Cluviovo líčení Claudiova nástupu se pravděpodobně odrazilo v Josephově popisu v Židovských starožitnostech. Tacitus, Suetonius a Cassius Dio publikovali svá díla až po smrti posledního z Flaviovců. Protože náleželi k aristokracii, v konfliktech mezi senátem a principem přejímali nepříznivý senátní pohled na císaře. Suetonius líčí Claudia jako komickou postavu, mnohé z jeho činů znevažuje a některá jeho prospěšná rozhodnutí připisuje lidem z jeho okolí. Stěžejní myšlenka Tacitova díla spočívá v tom, že Claudiova ignorance intrik jeho manželek a propuštěnců ho přivedla na cestu despocie. Cassius Dio tvořil svoji práci s větším časovým odstupem a vycházel zřejmě z Cluvia a Plinia staršího.
Moderní historikové se dosud neshodují v hodnocení specifických rysů Claudiova vládnutí. Navzdory všem rozporům převažuje soulad v tom, že Claudiem započal nebo se přinejmenším podstatně změnil vývoj státní správy římské říše. Otevřenou otázkou nadále zůstává, zda tyto změny vzešly od Claudia samotného, či měly původ v iniciativě jeho propuštěnců. Hans-Georg Pflaum spatřuje v Claudiovi „polovičního blázna“ a zodpovědnost za politická rozhodnutí připisuje „vládě Claudiových favoritů“, čímž má na mysli propuštěnce. Barbara Levick považuje Claudia za prvního z opravdových císařů a spojuje s ním institucionalizaci principátu. Arnaldo Momigliano klade důraz na Claudiův přínos a císařovy neúspěchy vysvětluje rozporem mezi jeho vůlí vládnout a touhou po oblibě.

### Odraz v moderním umění
Robert Graves publikoval v letech 1934 a 1935 romány Já, Claudius a Claudius Bůh a jeho žena Messalina, jež představují nejznámější novodobá díla o tomto císaři, předkládající fiktivní zpracování jeho života. Obě knihy jsou psány v první osobě a v čtenáři tak navozují dojem, že se jedná o Claudiovu autobiografii. Graves využívá různých smyšlených prvků a naznačuje, že byly nalezeny překlady Claudiových písemností. Císařovy dochované dopisy a projevy jsou zapracovány zvláště do druhé knihy pro dodání vyšší autenticity. Gravesův Claudius je prohnaný a moudrý muž, jehož ostatní vnímají jako hlupáka. Claudius a jeho současníci se objevují také v románu Nepřátelé lidstva od Miky Waltariho. Jeho smrt zachycuje román Jarmily Loukotkové Není římského lidu.
Gravesovo dílo se v roce 1937 pokusil zfilmovat režisér Josef von Sternberg. Jeho film Já, Claudius, v němž hlavní roli obsadil Charles Laughton, nebyl však nikdy dokončen. Filmového zpracování se Gravesovy knihy dočkaly až v sedmdesátých letech 20. století, kdy byl natočen třináctidílný britský seriál. V roli Claudia se v něm proslavil herec Derek Jacobi. Seriál, vysílaný v roce 1976, si vysloužil příznivý ohlas v řadách kritiky a získal četná ocenění. Ve skandálním snímku Caligula z roku 1979 ztvárnil Claudia herec Giancarlo Badessi. Na rozdíl od Gravesova podání je zde Claudius zobrazen jako duševně zaostalý jedinec. Barry Jones zpodobnil Claudia ve filmu Demetrius a gladiátoři z roku 1954. Postava tohoto císaře byla zpracována i v seriálu The Caesars a v minisérii A.D.

### Prameny
- Cassius Dio. Římské dějiny. Kniha LX (anglicky)
- Josephus. Židovské starožitnosti. Kniha XIX (anglicky)
- Seneca. Apocolocyntosis Claudii. (anglicky)
- Suetonius. Životopisy dvanácti císařů. Claudius (anglicky)
- Tacitus. Letopisy. Knihy XI a XII (anglicky)